# وحدة تشكيل مستعمرة الصارية
وحدة تشكيل مستعمرة الصارية (اختصارًا CFU-Mast) هي وحدة تشكيل مستعمرة. ينشأ منها الخلايا الصارية.